# Faithless
Faithless — британська електронна група, створена в Лондоні в 1995 році музикантами Максі Джаз, Сістер Блісс та Ролло. Поточний офіційний склад гурту (станом на 2020 рік) складається з Блісс і Ролло. Група найвідоміша піснями «Salva Mea», «Insomnia», «God Is a DJ» та «We Come 1». Faithless випустили сім студійних альбомів, загальний обсяг продажів перших шести перевищив 15 мільйонів записів у всьому світі. Гурт оголосив про розпад у 2011 році. Однак у лютому 2015 року Джаз, Блісс і Ролло знову об'єдналися, щоб відсвяткувати 20-ту річницю гурту, але пізніше Джаз пішов, аби сформувати Maxi Jazz & The E-Type Boys пізніше того ж року.

## Музична кар'єра
Гурт створений на початку 1995 року, а їхній дебютний сингл «Salva Mea (Save Me)» вийшов у липні того ж року. Джаз став вокалістом ансамблю, в той час, як Блісс написала більшу частину музики гурту (а також грала на фортепіано, скрипці, саксофоні та бас-гітарі). Ролло очолював та продюсував групу. Головні жіночі вокали для багатьох їхніх пісень виконували Полін Тейлор і Dido.
Альбом Reverence, Sunday 8PM, Outrospective і No Roots вийшли між 1996 і 2004 роками, а збірник найкращих хітів вийшов у 2005 році. З огляду на танцювальне коріння цієї музики, за кожним із чотирьох студійних альбомів випускався бонусний диск з реміксами. П'ятий альбом To All New Arrivals вийшов у 2006 році. Шостий альбом The Dance вийшов 16 травня 2010 року.
29 вересня 2006 року перший сингл «Bombs» з альбому To All New Arrivals дебютував у шоу Піта Тонга на BBC Radio 1. Альбом вийшов 27 листопада 2006 року. «Bombs» викликав суперечки своїм музичним відео, про що свідчить відмова MTV від його трансляції. Відео містило змінені кадри військових сцен та повсякденного життя.
12 лютого 2010 року на шоу Піта Тонга прозвучав перший офіційний сингл з наступного альбому Faithless. Сингл «Not Going Home» вийшов 4 травня 2010 року, а останній альбом The Dance — 16 травня 2010 року.
У 2010 році гурт після восьми років повернувся з виступом на фестивалі у Ґластонбері.
16 березня 2011 року Максі Джаз оголосив на своєму вебсайті, що Faithless перестане існувати. Після цього гурт відіграв дві ночі в Brixton Academy 7 і 8 квітня 2011 року. Остання дата стала останнім повним гастрольним шоу Faithless і транслювалася в прямому ефірі через супутник у кінотеатрах Європи. Після завершення двох шоу, живі версії пісень Faithless були зібрані в альбом під назвою Passing the Baton — Live from Brixton.
The Faithless «Sound System» (до складу якого входять Максі Джах, Сістер Блісс та перкусіоніст Судха Хетерпал) виступили з концертами 22 липня 2011 року на фестивалі Tomorrowland в Бельгії, на Waterford Music Fest в Ірландії, Split у Хорватії, а також на Riva Discothèque.
У середині 2010-х років було виконано серію діджей-сетів хаус-композицій, які грала Блісс, а Джаз виконував вокал до підбірки треків Faithless.
У 2015 році під знаменом «Faithless 2.0» відбулися повні виступи гурту, включаючи фестивалі та хедлайн-шоу, на підтримку однойменного збірника, що вийшов того року. На альбомі також вийшов новий студійний трек під назвою «I Was There». В інтерв'ю, цьому тріо в серпні 2015 року, було повідомлено, що у Сістер Блісс і Ролло вже є нові треки та спільні роботи, які чекають рішення Максі Джаза про повернення.
Станом на 2017 рік в діджей-сетах була представлена лише Блісс, причому вона виступала як Faithless, так і Faithless DJ Set.
5 червня 2020 року Faithless випустили дві редакції нової пісні «Let the Music Decide», в якій звучав вокал George the Poet і яка була доступна обмежений час на стрімінгових платформах.
16 липня 2020 року група випустила ще один сингл «This Feeling». «Synthesizer» вийшов 28 серпня 2020 року разом із музичним відео та з оголошенням про дату виходу наступного альбому Faithless All Blessed 23 жовтня. Максі Джаз на альбомі не присутній.

## Інші роботи
Окрім власних студійних альбомів, усі троє учасників активно займаються чужою творчістю як сольні фігури.
Сістер Блісс — відома танцювальна ді-джейка, яка тривалий час самостійно гастролювала, робила ремікси на альбоми інших музикантів і навіть з'являвся в музичних кліпах, таких як «Weekend» Пола Окенфолда.
Максі Джаз випустив альбом до створення Faithless і працював на піратському радіо. Він також співпрацював із засновником Faithless Джеймі Кетто над його новим проєктом 1 Giant Leap.
Нарешті, Ролло заснував лейбл Cheeky Records і продюсував музику інших виконавців, зокрема альбоми своєї сестри Dido, а також створював танцювальну музику під різними псевдонімами.

## Учасники

#### Поточні учасники
- Сістер Блісс — клавішні, синтезатори, фортепіано, продюсування, аранжування, мікшер, композитор, програмування (1995–2011; 2015 — дотепер)
- Ролло — клавішні, драм-машина, гітара, бас, продюсування, аранжування, мікшер, композитор, програмування (1995–2011; 2015 — дотепер)

#### Колишні учасники
- Джеймі Кетто — вокал, гітара (1995–1999)
- Обрі Нанн — бас (1995–2006)
- Максі Джаз — вокал, гітара, програміст, продюсер (1995–2011; 2015)

## Дискографія

### Студійні альбоми
- Reverence (1996)
- Sunday 8PM (1998)
- Outrospective (2001)
- No Roots (2004)
- To All New Arrivals (2006)
- The Dance (2010)
- All Blessed (2020)